# Léon Blum
Léon Blum (Paris, 9 de abril de 1872 – Jouy-en-Josas, 30 de março de 1950) foi um líder político socialista francês. Ocupou o cargo de primeiro-ministro da França.
Dirigente da Secção Francesa da Internacional Operária (SFIO, partido socialista), presidente do Conselho de Ministros francês por 3 vezes: em 1936-1937, em 1938 e em 1946. Marcou a história política francesa por ter recusado a adesão à III Internacional comunista em 1920 e por ter presidido ao governo da Frente Popular em 1936. Em virtude de compromissos internacionais, recusou ajudar os combatentes republicanos espanhóis durante a Guerra Civil de Espanha. As reformas levadas a cabo no seu segundo primeiro governo marcaram socialmente a Europa, nomeadamente a atribuição do direito a férias pagas, as primeiras mulheres a exercerem funções governamentais, fixação da jornada de trabalho, etc. Foi o primeiro judeu e o primeiro socialista em França a ocupar o cargo de primeiro-ministro.

## Educação
Léon Blum nasceu a 9 de Abril de 1872 em Paris. Aluno do Liceu Henri-IV, ali conheceu o escritor André Gide e publicou os seus primeiros poemas aos 17 anos num jornal por si criado. Foi admitido em 1890 na Escola Superior Normal onde foi influenciado por Lucien Herr. Mas, desinteressando-se pelos estudos, foi excluído no final do primeiro ano. Decide estudar simultaneamente direito e literatura na Universidade de Paris, com o objectivo de vir a ser funcionário superior do Estado, o que conseguiu em 1895, tornando-se auditor do Conselho de Estado. Ali fez carreira durante 25 anos, apenas interrompida por uma breve passagem como chefe de gabinete de Marcel Sembat, ministro socialista das Obras Públicas no governo  de René Viviani em 1916.

## Religião e literatura
Respeitava a religião de seus pais - o judaísmo - e definia-se a si mesmo como um judeu francês, por não ver qualquer contradição nas duas características. Envolveu-se nos movimentos sionistas após a I Guerra Mundial. Foi duramente atacado por políticos e sectores anti-semitas ainda antes de se envolver na política.
Léon Blum no início do século XX escrevia com regularidade crítica literária e peças de teatro, nomeadamente na prestigiada Revue Blanche. Convivia e cortejava a elite intelectual parisiense da qual fazia parte.

## Actividade política
Pouco antes das eleições legislativas de 1919, Leon Blum acede aos lugares cimeiros no interior do SFIO. Foi deputado na Assembleia Nacional entre 1919 e 1928,  e de 1929 a 1940. No Congresso de Tours de 1920 Blum recusa seguir a maioria que pretendia a adesão à III internacional comunista, pronunciando então em famoso discurso sobre a «velha casa socialista». 
após a ruptura, passa a advogar a aliança com com os socialistas radicais de Edouard Herriot, a quem é dado apoio parlamentar quando este se torna primeiro-ministro em 1924. 
A crise económica atinge em pleno a França, levando ao desenvolvimento de movimentos e agrupamentos políticos radicais, quer de esquerda quer de direita,  mas todos com um ponto comum:  a recusa da democracia parlamentar.
No seio dos socialistas, duas grandes tendências surgem: uma, que pretende adaptar o socialismo às classes médias, obtendo-se o poder pela conquista eleitoral, corrente que tinha significativa expressão sobretudo entre os socialistas britânicos, escandinavos, checos e polacos. Uma outra, que propunha uma táctica de luta revolucionária para a obtenção do poder, tinha forte implementação entre os socialistas belgas, italianos, suíços e grande parte dos franceses. Blum era adepto da primeira via.
Depois de 1934, os contactos entre a SFIO e o Partido Comunista francês desenvolveram-se e concluiu-se um acordo, não-eleitoral, mas de acção política. Nas eleições cantonais de Outubro de 1934, a desistência de candidatos em favor de uma e outra formação, como forma de vencer os adversários de direita obteve alguns bons resultados. Em 1935, a assinatura da aliança Franco-soviética, acentuou ainda mais a divisão entre os que pretendiam uma guerra antifascista e os que advogavam a paz.

## A Frente Popular
Ver Gabinete Blum I e Gabinete Blum II
Foi o dirigente comunista Maurice Thorez, que, por intermédio de vários artigos publicados no L'Humanité, apelou à formação de uma «Frente Popular», entre comunistas, socialistas e radicais. A vitória alcançada nas eleições legislativas de 1936 permitiu a formação do primeiro governo liderado por um socialista - Léon Blum - em Julho desse ano. O governo tinha apenas membros socialistas e radicais. Os comunistas ficaram de fora mas deram o seu apoio parlamentar. Foi também o primeiro governo a incluir mulheres, pese embora na altura ainda não poderem sequer votar.
As razões da vitória da Frente Popular foram várias: crise económica, ascensão de Hitler ao poder, escândalos financeiros, instabilidade do governo na legislatura anterior, a existência de vários grupos de extrema-direita, entre outros factores. A vitória deu grandes esperanças ao proletariado, que de imediato protagonizou uma greve geral espontânea. Incitado a tomar imediatamente o poder, Leon Blum entendeu aguardar a passagem de poder oficial. Essas greves obrigaram o patronato a negociar férias pagas e descida do tempo de trabalho.
Durante a Guerra Civil de Espanha (1936-1939), iniciada ao mesmo tempo que tomava posse, Blum viu-se impedido de auxiliar o lado republicano em virtude de acordos internacionais de neutralidade (que nem a URSS nem a Alemanha e Itália cumpriram). Deu no entanto suporte a actividades clandestinas, nomeadamente por parte de Pierre Cot e Jules Moch.
No plano interno, tentou fazer face à crise económica, nomeadamente em face da desvalorização acelerada da moeda. Os ataques da extrema-direita eram diários, incluindo uma forte propaganda anti-semita.
Léon Blum demite-se em Junho de 1937 e é substituído por membro do partido radical. Regressa  em Março de 1938 com Pierre Mendès France como Secretário de Estado do Tesouro, mas foi derrubado pelo Senado apenas 3 semanas depois. O fim da Frente Popular sucede em Setembro  com a chegada ao poder do seu vice-primeiro-ministro, Édouard Daladier. Os dois anos de Frente Popular foram breves, mas tal experiência permitiu um número importante de avanços em vários domínios, em particular no social: férias pagas, semana de quarenta horas, estabelecimento de convenções coletivas, prolongamento da escolaridade  até aos 14 anos, etc. O relançamento do programa de despesas militares, prioridade absoluta diante das despesas sociais, foi igualmente sua obra.
Na sequência dos Acordos de Munique no final de 1938, Léon Blum deixou de exercer qualquer função governamental. Era presidente do grupo SFIO na câmara dos deputados e principal redactor do jornal Le Populaire. A sua atitude foi durante muito tempo criticada, fosse pelos adversários do Acordo de Munique, fosse pelos seus apoiantes. Hoje aparece claro que cedeu face à opinião pública, à maioria da classe política e à posição do próprio partido socialista, vindo a dar apoio público ao acordo nos dias seguintes à sua assinatura. No entanto, passado algum tempo, voltou atrás e tornou-se um forte oponente a qualquer transigência com as forças fascistas e totalitárias, criando divisões no seio do seu próprio partido.

## A II Guerra Mundial
Blum condena a atitude do Partido Comunista Francês face ao Pacto Germano-Soviético, atitude que leva muitos militantes comunistas a ingressarem no seio do partido socialista, com o aval de Leon Blum, mas contra a opinião de vários dirigentes do SFIO. Durante a votação da atribuição de plenos poderes ao Marechal Pétain (10 de Junho de 1940), Blum fez parte dos 80 parlamentares que votaram contra. Nessa altura, uma parte dos dirigentes do SFIO estava já em Inglaterra. O Supremo Tribunal de Justiça foi instituído por Pétain para averiguar das responsabilidades na guerra. Um grande número de políticos foi condenando. Blum indignou-se. Refugiado em Colomiers em casa do seu amigo Eugène Montel, recebeu um convite para ir para os Estados Unidos, onde se encontravam já muitos outros socialistas (Jules Moch, Vincent Auriol, Meyer...) e escuta o apelo de 18 de Junho de Charles de Gaulle, mas é preso a 15 de Setembro de 1940 e internando no castelo de Chazeron, e depois em Bourassol. Com umas brilhante defensa, ele e vários outros responsáveis políticos conseguiram provar que as acusações de falta de cuidado na defesa do país não tinham fundamento, levando Pétain a desistir do caso. Blum foi transferido para Portalet, e depois entregue por Pierre Laval aos nazis e deportado em Março de 1943 para uma pequena casa, a centenas de metros do campo de Buchenwald. O seu irmão René Blum, fundador do Balet da Ópera de Monte-Carlo foi morto em Auschwitz.
A 3 de Abril de 1945, Leon Blum e a sua mulher foram metidos num comboio de prisioneiros e ao fim de um mês de deambulações, acabaram por ir ter a um hotel do Tirol italiano, onde a 4 de Maio, avistaram os primeiros soldados americanos.

## Pós-guerra
Recusando um lugar de ministro, proposto por De Gaulle, retorna aos seus artigos no jornal Le Populaire. Foi chefe da delegação francesa, e depois presidente da UNESCO, após ter negociado o perdão de dívidas francesas aos EUA.
Léon Blum dirige, de 16 de Dezembro de 1946 a 16 de Janeiro de 1947 o último governo provisório da República francesa, antes da instauração da IV República. Durante esse breve período, ele exerce uma função equivalente à de Chefe de Estado. Ele também foi contra a Independência da Indochina nos anos 50.
Retira-se para a sua casa de Jouy-en-Josas perto de Versailles onde falece a 20 de Março de 1950.